# Camponotus emarginatus
Camponotus emarginatus é uma espécie de inseto do gênero Camponotus, pertencente à família Formicidae.